# سبرانیتسه (ناحیه سویتاوی)
سبرانیتسه (به چکی: Sebranice) یک منطقهٔ مسکونی در جمهوری چک است که در ناحیه سویتاوی واقع شده‌است. سبرانیتسه ۱۱٫۶۸ کیلومتر مربع مساحت و ۸۷۹ نفر جمعیت دارد و ۴۸۲ متر بالاتر از سطح دریا واقع شده‌است.